# مكورة فينيكس النظيفة
مكورة فينيكس النظيفة (الاسم العلمي: Tersicoccus phoenicis) هي نوع بكتيري من فصيلة المُكيرات، وكان قد عُثر عليها في مرفقين غرفة تجميع المركبة الفضائية، حيثُ تقاوم هذه البكتيريا طرق التنظيف. يُشتق اسمها من (Tersi) والتي تعني نظيف، (coccus) والتي تعنى مكورة، (phoenicis) وهي مُرتبطة بمسبار فينيكس الفضائي، وهي المركبة التي كان يجري إعدادُها عن اكتشاف هذه البكتيريا.

## الظهور
تتواجد مكورة فينيكس النظيفة في موقعين اثنين فقط على الأرض، وقد عُثرَ عليهما بشكلٍ مُستقل في مرافق غُرفة نظيفة مُنفصلة جغرافيًا تبعد حوالي 4000 كم (2500 ميل). أحد الأمثلة على ذلك كان في عام 2007 خلال الاختبار التجريبي لأرضية غرفة النظافة في مسبار فينيكس وذلك في مرفقِ خدمة الخطر مركز كينيدي للفضاء (فلوريدا، الولايات المتحدة)، بينما وُجد الآخر في مرصد هيرشل الفضائي، وذلك في غرفة نظيفة في مركز جويانا للفضاء (كوروا، غيانا الفرنسية).
يقترح عالم الأحياء الدقيقة باراغ فاشامبايان والذي يعمل مع مختبر الدفع النفاث التابع لناسا، أنَّ هذا النوع قد يكون موجودًا طبيعيًا خارج بيئة الغرفة النَظيفة ولكن لم تتم رؤيته من قبل؛ بسبب صعوبة عزل نوع ميكروب واحد من بين مجموعة واسعة من الأنواع المختلفة الموجودة في الطبيعة.

## المميزات
مكورة فينيكس النظيفة هي بكتيريا لا تُكون أبواغ، هوائية، غير مُتحركة، إيجابية الغرام، وهيَ كروية الشكل (مكورة) تقريبًا، ويبلغ قُطرها حوالي 1 ميكرومتر (0.00004 بوصة). تُحافظ على تشَكُل خَلقي واحد طوال فترة نموها؛ كما أنَّ دورة حياة المكورة-العصوية والتي تتواجد عادةً في جميع أنواع الفصلاء لا تظهر في مكورة فينيكس النظيفة، وأيضًا هي قادرة على البقاء في البيئات التي تحتوي على عناصر غذائية قليلة.
تُعرف سلسلتين من مكورة فينيكس النظيفة، واحدة في كل موقع اكتشاف: 1P05MAT في المنشأة الأمريكية، وKO_PS43 في منشأة غيانا الفرنسية.

## الأهمية
عمل العلماء على دراسة الأنَواع مثل مكورة فينيكس النظيفة والتي تكون قوية بما فيه الكفاية للنجاة من إجراءات التعقيم المُستخدمة في غرف تنظيف المركبات الفضائية، كما فهرس العلماء موادها الوراثية، بحيث تتم إذا عادت البكتيريا من خارج الأرض إلى الأرض على متن مركبة فضائية ما، يُمكن مقارنتها بالمؤشر واستبعد أي شيء ربما أُطلق في الأصل مع المركبة الفضائية. بالإضافة إلى ذلك، من خلال فحص خصائص الميكروبات المقاومة مثل مكورة فينيكس النظيفة، قد يتمكن العلماء من تطوير طُرق تعقيم مُحسنة، وهذا الأمر ضروري لمنع تلوث الأجسام السماوية الأخرى عن طريق الكائنات الحية الموجودة على متن المركبات الفضائية الزائرة، والتي قد تكون قد حدثت بالفعل مع مسبار كيوريوسيتي على كوكب المريخ.

## الاعتراف
في 23 مايو 2014، أعلن المعهد الدولي لاستكشاف الأنواع (IISE) أن هذه البكتيريا هي واحدة من أفضل 10 أنواع جديدة في عام 2014، والتي اختيرت من الأنواع التي اكتُشفت في عام 2013؛ وذلك بسبب المَوقع غير المعتاد لاكتشافها ومُقاومتها للتعقيم.